# Andrena aegyptiaca
Andrena aegyptiaca là một loài Hymenoptera trong họ Andrenidae. Loài này được Friese mô tả khoa học năm 1899.